# Cheb Kader
Cheb Kader (en arabe : الشاب قادر) de son vrai nom Kouider Morabet (en arabe : قويدر المرابط), né en 1966 à Oran, est auteur-compositeur-interprète et producteur algéro-marocain. Il se fait connaître comme étant le premier chanteur rai à introduire du raï beur en France.

## Biographie
De parents marocains, Kouider Morabet naît à Oran (Algérie) en 1966. Kouider rejoint son père, lui-même musicien, à Mulhouse (France). Sentant la passion de son fils pour la musique[réf. souhaitée], le père de Cheb Kader lui offre une guitare, et le jeune homme commence à prendre des cours de solfège. En 1982, il décroche un certificat d'aptitude professionnelle (CAP) en mécanique automobile. Il décide de s’installer à Paris avec la ferme intention de débuter une carrière de chanteur.
Sa rencontre avec Michel Levy en 1985 va constituer un tournant dans sa vie et ainsi en 1988, Cheb Kader sort son premier album éponyme intitulé "Cheb Kader", s'en suivra une tournée internationale en Europe, au Maghreb, au Japon et aux États-Unis.
En 1991, Cheb Kader lance son nouvel album "Génération Raï" composé de cinq nouveaux titres signés avec Abdy. 
En 2002, Cheb Kader marque un retour, en signant avec Polydor Universal son album "Mani" avec des singles tels que "Majiti", ou encore "Selou" qu'il interprète en duo avec le groupe Sergent Garcia.
En 2009, sort son album "Dima Raï", suivi de tournées.
En 2014, il se voit remettre par l'UNESCO et le Ministère de la Culture Marocain "Le Trophée du Meilleur Chanteur Arabe 2014". 
En 2015, il sort un nouveau single "Ma'nensek" enregistré en Bulgarie avec l’Orchestre Symphonique de Sofia, et sort un clip officiel tourné en Pologne avec le réalisateur Zdzisław Siwik. Il réalisa ensuite, une tournée promotionnelle où il présenta son nouveau single en avant première au Media Maghrebin en avril 2015.
En 2016, le single "Laghyem" continue à confirmer la volonté de Cheb Kader de produire une musique moderne, mais qui ravive toujours les mélodies traditionnelles, avec des paroles toujours soigneusement choisies. En 2018, sort le single "Nektem", une collaboration avec les frères Bahi pour l’arrangement musical, et les paroles de Fatima Zahra El Maaroufi.
Cheb Kader prépare son 5e album intitulé "Fusion" , dont le single "Nadia" sorti en décembre 2019  ,, fruit d'une collaboration avec DJ Ayman pour la musique, suivi du single "Liyem" sorti en septembre 2020.